# Speakon

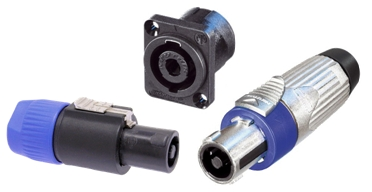
Neutrik Speakon

Speakon (dicitura commerciale speakON®) è un tipo di connettore elettrico prodotto dall'azienda Neutrik, impiegato nei sistemi di audio professionale e usato per connettere tra di loro amplificatori e diffusori acustici.
È preferito ai connettori banana (e anche ad altri) poiché garantisce un perfetto serraggio, grazie all'inserimento a rotazione con blocco a scatto e quindi un contatto elettrico stabile tra le due parti, e una buona protezione dai cortocircuiti accidentali sia nel maschio che nella femmina, oltre al fatto d'essere generalmente più consistente e robusto. Inoltre, le serie più prestanti possono portare correnti fino a 40Arms con picchi di 50A, ad una tensione massima di 250Vac.
I cavi vengono intestati nel connettore Speakon con saldatura, con capicorda Faston o con avvitamento in morsetti, a seconda dei modelli.
Esistono diversi tipi di speakon, da un minimo di 1 coppia di contatti (2 poli)  fino a un massimo di 4 coppie (8 poli) per il trasporto di segnali di potenza, permettendo con un unico cavo di adeguate dimensioni di cablare tutto un sistema di diffusori multivia, per esempio in sistemi multicanale a 4 vie con sub, bassi, medi, alti o, più raramente, con impedenza/potenza differenti a seconda del modo di collegamento dei vari altoparlanti del sistema (parallelo, serie o misto).
Rispetto al connettore jack, lo speakon non crea cortocircuiti tra i contatti al momento dell'inserimento o disinserimento, cosa che in presenza di segnale può danneggiare l'amplificatore.